# James Branch Cabell
James Branch Cabell, (14 de abril de 1879-5 de mayo de 1958) fue un escritor estadounidense de literatura fantástica y ciencia ficción. Cabell fue muy reconocido por sus contemporáneos, incluyendo a H. L. Mencken, Edmund Wilson y Sinclair Lewis, considerando su obra como "escapista" y volviéndose popular en la década de los veinte. Para Cabell, la veracidad era "el único pecado imperdonable, no solo contra el arte, sino contra la raza humana en general."
El interés en su obra empezó a decaer en los años treinta, hecho que fue atribuido al abandono del escritor de la temática fantástica, para abordar temas más realistas.